# Pál Kárpáti
Pál Kárpáti (2 novembre 1909 – 20 maggio 1984) è stato un calciatore ungherese, di ruolo centrocampista.

## Carriera

### Nazionale
Ha collezionato 3 presenze con la maglia della Nazionale.